# Lucia (Stay with Me)
Lucia (Stay with Me) è un singolo del cantante napoletano Liberato pubblicato il 9 maggio 2024 come primo estratto dal terzo album in studio Liberato III.

## Descrizione
Il brano fa parte della colonna sonora del film sul cantante, Il segreto di Liberato.

## Video musicale
Il video, realizzato da LRNZ, è stato pubblicato in concomitanza con il lancio del singolo attraverso il canale YouTube del cantante.

## Tracce
1. Lucia (Stay with Me) – 3:06

## Classifiche
| Classifica (2024)     | Posizione massima |
| --------------------- | ----------------- |
| Italia                | 40                |
| Italia (indipendenti) | 5                 |